# كلاركسون شيرمان فيشر
كلاركسون شيرمان فيشر هو محامي وقاضي وسياسي أمريكي، ولد في 8 يوليو 1921 في لونغ برانش في الولايات المتحدة، وتوفي في 27 يوليو 1997 في برينستون في الولايات المتحدة. انتخب عضو جمعية نيوجيرسي العامة ‏.